# Eupener Bierbrauerei
Eupener Bierbrauerei is een voormalige brouwerij gelegen in de Paveestrasse 12-14 te Eupen. 

## Geschiedenis[1]
In 1834 begon Johann Bartholomäus Delhougne met Brouwerij Delhougne die in 1897 fuseerde met de Eupense brouwerij Körfer / Warlimont.
Door het verdrag van Versaille werd het gebied Belgisch en eerder afgesloten van de Akense afzetmarkt. Gestaag groeide de omzet tot de jaren '90. Omdat een nieuwe moderniseringsronde nodig was voor de flesjes besloot men de productie stil te leggen en werd de brouwerij verkocht aan Brouwerij Haacht in 1998.
De voormalige brouwerijgebouwen zijn beschermd.

## Bieren
- Eupener pils (5,2%)
- Eupener Caramel
- Klosterbier (6%)
- Export (4%)
- Extra light (2,5%)